# آلدرین (دهانه)
آلدرین یک دهانه برخوردی در ماه‌ است.